# مارتن إس. جيمس
مارتن إس. جيمس (بالإنجليزية: Martin S. James)‏ هو مؤرخ أمريكي، ولد في 7 يوليو 1920 في لندن في المملكة المتحدة، وتوفي في 11 أكتوبر 2011.